# Droits LGBT en Estonie
Les personnes lesbiennes, gays, bisexuelles et transgenres (LGBT) en Estonie bénéficient des mêmes droits juridiques que les personnes hétérosexuelles mais peuvent toujours faire face à des difficultés sociales que ne connaissent pas les résidents non LGBT. Les relations homosexuelles sont légales en Estonie. Depuis le 1er janvier 2016, des couples de même sexe sont théoriquement reconnus par un accord de cohabitation et le mariage homosexuel en Estonie est reconnu depuis le 1er janvier 2024.
La plupart des commentateurs considèrent l'Estonie comme le plus libéral des territoires anciennement occupés par l'URSS concernant les droits LGBT. Leur reconnaissance a progressé rapidement au début du XXIe siècle. Une fracture générationnelle existe cependant, les jeunes tendant à être plus tolérants et plus libéraux, et les personnes plus âgées étant souvent plus conservatrices. Selon ILGA-Europe, l'Estonie se classe au 21e rang en Europe concernant les droits des minorités LGBT.

## Relations sexuelles homosexuelles
Les relations sexuelles entre hommes, illégales dans l'Union soviétique, ont été dépénalisées en 1992. La majorité sexuelle est fixée à 14 ans, et a été harmonisée en 2001 pour les couples hétérosexuels et homosexuels.

## Reconnaissance des couples homosexuels

### Accord de cohabitation
En mars 2014, un groupe parlementaire commence à travailler sur une proposition de loi réglementant le statut des couples partageant un seul foyer. Cette proposition est soumise au parlement le 17 avril 2014. Le 22 mai, le gouvernement y apporte son soutien. Le 19 juin, le parlement rejette une motion visant à supprimer la proposition, par 45 voix contre 32. La proposition passe en deuxième lecture le 8 octobre. Une nouvelle motion, visant à organiser un référendum sur la question, est refusée par 42 voix contre 35, ainsi qu'une nouvelle motion visant à supprimer la proposition, par 41 voix contre 33. Le vote a lieu le 9 octobre, et la proposition est adoptée par 40 voix contre 38. Elle est signée le jour même par le président estonien, Toomas Hendrik Ilves, et entre en vigueur le 1er mai 2016. L'organisation chrétienne conservatrice Perekonna ja Traditsiooni Kaitseks (Pour la défense de la famille et des traditions) a activement cherché à empêcher cette loi.
Certains actes d'exécution ne sont cependant toujours pas entrés en vigueur. Le 26 novembre 2015, le parlement approuve les premiers actes d'exécution (par 42 voix contre 41, avec plusieurs abstentions), mais la situation évolue peu depuis. En février 2017, le tribunal administratif de Tallinn condamne le gouvernement estonien a payer des dommages-intérêts pour manquement à l'adoption de ces actes d'exécution. En septembre 2017, la présidente Kersti Kaljulaid critique le parlement, qui a refusé ces actes d'exécution. En mars 2023, ces derniers n'ont toujours pas été votés.
Une enquête de 2017 indique que 58 % de la population soutient les initiatives visant à protéger juridiquement les personnes LGBT contre les discriminations, et que 45 % de la population soutient l'idée d'un pacte civil pour les couples homosexuels.

### Reconnaissance des mariages homosexuels contractés à l'étranger
Le premier mariage homosexuel a été reconnu par un tribunal en décembre 2016. Le couple, deux hommes mariés en Suède mais vivant en Estonie, a pu formellement faire valider son mariage fin janvier 2017. Un tribunal du comté de Harju avait refusé de l'enregistrer, mais le couple a fait appel. En décembre, la Cour régionale de Tallinn a jugé que les mariages contractés dans un pays tiers devaient être inscrits au registre de la population estonienne si les personnes concernées s'installent en Estonie ou reçoivent la citoyenneté estonienne.

### Légalisation du mariage homosexuel
Les négociations de coalition organisées à l'issue des élections législatives de 2023 sont marquées par la question de la légalisation du mariage homosexuel, dont Estonie 200 fait une condition tout en la reconnaissant comme négociable. Si la Première ministre Kaja Kallas s'y déclare favorable, la légalisation fait l'objet de réticences de la part d'une partie des députés de son Parti de la réforme élus dans le monde rural, où l'électorat y est plus opposé. La coalition envisage de se contenter de mettre en application la légalisation en 2014 de l'union civile, le parlement n'ayant toujours pas voté de textes d'application. Un accord de coalition entre les trois partis aboutit finalement à la constitution du gouvernement Kaja Kallas III le 17 avril 2023. Kaja Kallas fait notamment part de sa volonté de faire de la légalisation du mariage homosexuel l'un des premiers chantiers de son gouvernement. Le mariage homosexuel est effectivement légalisé le 20 juin 2023 par l'Assemblée d'État avec une entrée en application le 1er janvier 2024.

## Adoption et droit de la famille
Les personnes gay, lesbiennes et bisexuelles célibataires peuvent demander une adoption ; les couples homosexuels peuvent accueillir. Cependant, la loi estonienne dispose que seuls les couples mariés peuvent adopter conjointement, interdisant de facto l'adoption aux couples homosexuels.
En raison de la Loi sur l'officialisation des partenaires, les couples peuvent toutefois adopter leurs enfants adoptifs. En février 2017, le tribunal administratif de Tallinn a autorisé une femme lesbienne a adopter l'enfant de sa partenaire. Quelques autres couples homosexuels ont également réussi à adopter. Les couples lesbiens ont également accès à la fécondation in vitro.
L'adoption conjointe sera possible pour les couples homosexuels à partir du 1er janvier 2024.

## Protection contre les discriminations
Dans le cadre de ses obligations pour adhérer à l'Union européenne, l'Estonie a transposé en droit national, à partir du 1er mai 2004, la directive européenne sur l'Égalité de traitement en matière d'emploi et de travail. La Loi sur l'égalité de traitement (estonien : Võrdse kohtlemise seadus), entrée en vigueur le 1er janvier 2009, interdit également les discriminations fondées sur l'orientation sexuelle hors du contexte de l'emploi, par exemple en matière de soins, de sécurité sociale, d'éducation et de fourniture de biens et de services,. La loi (Chapitre I, §2, (2))  dispose ainsi que : 

« Il est interdit de discriminer une personne en fonction de ses convictions religieuses ou autres, de son âge, d'un handicap ou de son orientation sexuelle »

Depuis 2006, le code pénal proscrit également l'incitation à la haine fondée sur l'orientation sexuelle.

## Identité et expression de genre
Depuis 2002, les personnes transgenres en Estonie peuvent changer leur genre et leur nom. Elles n'ont pas besoin de se soumettre à une chirurgie de réatribution, stérilisation ou de divorcer de leur partenaire.

## Service militaire
Les personnes gays, lesbiennes et bisexuelles peuvent ouvertement servir à l'armée.

## Conditions de vie
Bien que l'Estonie soit considérée comme beaucoup plus libérale que les autres pays baltes (notamment en raison de l'influence culturelle nordique), une grande partie de la société estonienne reste portée au préjudice et à la discrimination envers les personnes LGBT[style à revoir][réf. nécessaire].
En Estonie d'avant-1940, les relations homosexuelles étaient légales. 
En 1940 l'Estonie est envahie par l'Union soviétique, qui annexe de force le territoire contre la volonté de la population et y implante son propre système politique. L'homosexualité masculine y est alors rendue illégale.
Néanmoins, vers le milieu des années 1980 et la Perestroïka, le régime soviétique est moins regardant sur l'existence d'espaces destinés aux personnes homosexuelles ; on trouve notamment un bar gay officieux à Tallinn, et au moins une zone à Tallinn et une à Tartu. Hors de ces deux villes, la scène gay est cependant quasi-invisible. 
L'ouverture qui précède le rétablissement de l'indépendance et l'effondrement de l'Union soviétique autorise notamment la tenue d'une première conférence sur les minorités sexuelles à Tallinn en 1990, ainsi que la création d'une Société lesbienne estonienne (Eesti Lesbiliit).
De 2004 à 2007, des marches de la fierté organisées à Tallinn subissent des attaques de la part de manifestants.
En 2006, l'ambassadeur néerlandais en Estonie, Hans Glaubitz, demande à être transféré au consulat néerlandais à Montréal, Canada, après que son partenaire, un danseur afro-cubain, a subi une campagne de haine homophobe et raciste à Tallinn. Les autorités estoniennes indiquent dans un communiqué qu'elles « regrettent terriblement ces troubles ».
Du 6 au 12 juin 2011, l'Estonie accueille la Baltic Pride, un festival visant à soutenir les personnes LGBT et participer à la prise de conscience. Plusieurs personnalités s'y sont exprimées, dont Riho Rahuoja (vice-secrétaire générale pour les politiques sociales auprès du ministère des Affires sociales), Christian Veske (responsable en chef au département chargé de l'égalité des genres au ministère), Kari Käsper (responsable de projet pour la campagne "« La diversité nous enrichit » du Centre estonien pour les droits de l'homme), Hanna Kannelmäe (de l'ONG estonienne Gay Youth), l'ambassadeur américain en Estonie Michael C. Polt, l'ambassadeur britannique en Estonie Peter Carter ou encore la photographe britannique Clare B. Dmiyon, qui a conçu l'exposition « Identité fierté » dans le centre Solaris de Tallinn le 31 mars. Cette exposition montre des photographies de personnes lesbiennes, gays, bisexuelles ou transgenres, prises par d'autres personnes LGBT lors d'événements liés aux fiertés en Europe, dont des photographies de personnes LGBT estoniennes. Tallinn a accueilli à nouveau la Baltic Pride en 2014 et 2017.
Après les violences de 2007, aucune marche n'a eu lieu à Tallinn avant 2017. Celle de 2017 a compté environ 1800 participants,, et a reçu le soutien de nombreuses ambassades étrangères (américaine, britannique, française, allemande, lettone et lituanienne, entre autres).
En février 2019, l'association LGBT SevenBow, organisatrice du festival cinématographique LGBTI Festheart, attaque la ville de Rakvere en justice en raison d'une baisse de 80 % des subventions. Le département municipal de la culture avait soutenu la demande de subvention du groupe, mais le conseil municipal a décidé de réduire la somme allouée à 20 % de celle demandée. En mai 2019, le tribunal administratif considère que cette décision était injustifiée et que le conseil municipal n'avait aucune raison de réduire les fonds alloués à SevenBow. Le tribunal ajoute que le conseil n'a pas non plus fourni d'argumentaire juridique justifiant de s'écarter de la décision du département de la culture. Les organisateurs du festival auraient donc dû recevoir l'intégralité de la somme.

## Opinion publique
Selon une étude publiée en 2000, 50 % des hommes et 63 % des femmes considéraient que « l'homosexualité entre adultes relève de la vie privée et la loi ne devrait pas s'y opposer ». 29 % des hommes et 25 % des femmes avaient du mal à définir leur position.
Une étude Eurobaromètre de décembre 2006 indique que 21 % des citoyens de l'Estonie soutiennent le mariage homosexuel et 14% l'adoption par des couples homosexuels (contre 44 % et 33 % respectivement au niveau de l'Union européenne).
Une étude Eurobaromètre de 2008 indique que 13 % des Estoniens affirment avoir des personnes homosexuelles parmi leurs amis ou connaissances, contre 34 % au niveau européen en moyenne. L'Estonie se situe cependant au-dessus de la moyenne en matière de volonté d'accorder des droits égaux au minorités sexuelles.
Un sondage de juin 2009 montre que 32 % des Estoniens estiment que les couples homosexuels devraient bénéficier des mêmes droits que les couples hétérosexuels. Ce pourcentage monte à 40 % parmi les jeunes, mais chute à 6% parmi les personnes âgées.
Un sondage de septembre 2012 montre que 34 % des citoyens Estoniens soutenaient la possibilité d'un mariage pour les couples homosexuels, et 46 % la notion d'un pacte civil (contre 60 % et 45 % d'opinions opposées). Ce sondage indique également une fracture ethnique : alors que 51 % des Estoniens soutiennent l'idée d'un partenariat civil, seuls 21 % des Russes estoniens y souscrivaient.
La même étude a été réitérée en 2014 durant le débat parlementaire sur le partenariat civil. Les résultats ont indiqué que le soutien était descendu à 29 % et 40 % respectivement (pour le mariage et le pacte civil), et que l'opposition s'était renforcée, à 64 % et 54 % .
Une étude Eurobaromètre de 2015 indique que 44 % des Estoniens affirment que les personnes gays, lesbiennes ou bisexuelles devraient avoir les mêmes droits que les personnes hétérosexuelles, contre 45 % d'opposants. 40 % des personnes interrogées considéraient qu'il n'y avait rien à reprocher aux relations homosexuelles, alors que 49 % des répondants étaient en désaccord avec cette idée. 31 % des répondants soutenaient le mariage pour les couples homosexuels, contre 58 % d'opposants.
Un sondage réalisé entre le 28 mars 2017 et le 10 avril 2017 indique que si le soutien à une loi sur le pacte civil n'avait pas évolué depuis trois ans (45 % contre 46 %), le soutien au mariage pour les couples homosexuels était passé de 39 % à 52 % (contre 60 % d'opposants en 2012 et 64 % en 2014),,. Le même sondage indique également que la population accepte plus largement l'homosexualité (41 % en 2017 contre 34 % en 2012), malgré 52 % d'opposants. L'opposition à l'adoption par les couples homosexuels reste stable à 66 %.
Dans l'ensemble, la société reste divisée sur la question.

## Résumé
| Légalisation des relations homosexuelles                                                                    | (depuis 1992)                                                                                   |
| Égalité de la majorité sexuelle (14)                                                                        | (depuis 2001)                                                                                   |
| Loi contre les discriminations à l'emploi                                                                   | (depuis 2004)                                                                                   |
| Loi contre les discriminations aux biens et aux services                                                    | (depuis 2009)                                                                                   |
| Autres lois contre les discriminations (discrimination indirecte, incitation à la haine, etc.)              | (depuis 2008)                                                                                   |
| Mariage homosexuel                                                                                          | (à partir de 2024, reconnaissance des mariages homosexuels contractés à l'étranger depuis 2016) |
| Reconnaissance de couples homosexuels                                                                       | (depuis 2016)                                                                                   |
| Reconnaissance de l'adoption pour les célibataires quelle que soit l'orientation sexuelle                   | oui                                                                                             |
| Adoption de l'enfant par alliance dans un couple homosexuel                                                 | (depuis 2016)                                                                                   |
| Adoption conjointe par un couple homosexuel                                                                 | ❌                                                                                              |
| Possibilité de servir ouvertement à l'armée pour les personnes gays, lesbiennes, bisexuelles et transgenres | oui                                                                                             |
| Droit de changer de genre                                                                                   | (depuis 2002)                                                                                   |
| Interdiction des thérapies de conversion pour les mineurs                                                   | ❌                                                                                              |
| Accès à la FIV pour les lesbiennes                                                                          | oui                                                                                             |
| Gestation pour autrui commerciale pour les couples homosexuels                                              | (également illégale pour les couples hétérosexuels)                                             |
| Autorisation de donner son sang pour les hommes homosexuels                                                 | ❌                                                                                              |